# Tillandsia pamelae
Tillandsia pamelae är en gräsväxtart som beskrevs av Werner Rauh. Tillandsia pamelae ingår i släktet Tillandsia och familjen Bromeliaceae. Inga underarter finns listade i Catalogue of Life.